# Seth Shostak
Seth Shostak (Condado de Arlington, 20 de julho de 1943) é um astrônomo norte-americano, atualmente astrônomo sênior do Instituto SETI e foi ex-diretor do Centro para pesquisa SETI quando era um departamento separado.
Em 2004 recebeu o Prêmio Klumpke-Roberts.
Em 2010 foi eleito como membro do Comitê para a Investigação Cética.

## Filmografia
- O Dia em que a Terra Parou (2008)
- Star Trek: Of Gods and Men